# Phi-binding
Een phi-binding of φ-binding is een theoretische vorm van covalente binding tussen twee atomen. De phi-binding wordt gevormd door de orbitaaloverlap van twee f-orbitalen tot een moleculair orbitaal, waarbij 6 loben ontstaan:
Dientengevolge zijn er 3 nodale vlakken aanwezig: zij vormen een hoek van 60° met elkaar en snijden elkaar in de bindingsas. Tot nog toe is enkel uit theoretische berekeningen bekend dat uranium in U2 deze binding kan vormen.